# Høydalsmo
Høydalsmo, früher Ofte, ist ein Ort in der Kommune Tokke in der Provinz Telemark in Norwegen.

## Sehenswürdigkeiten

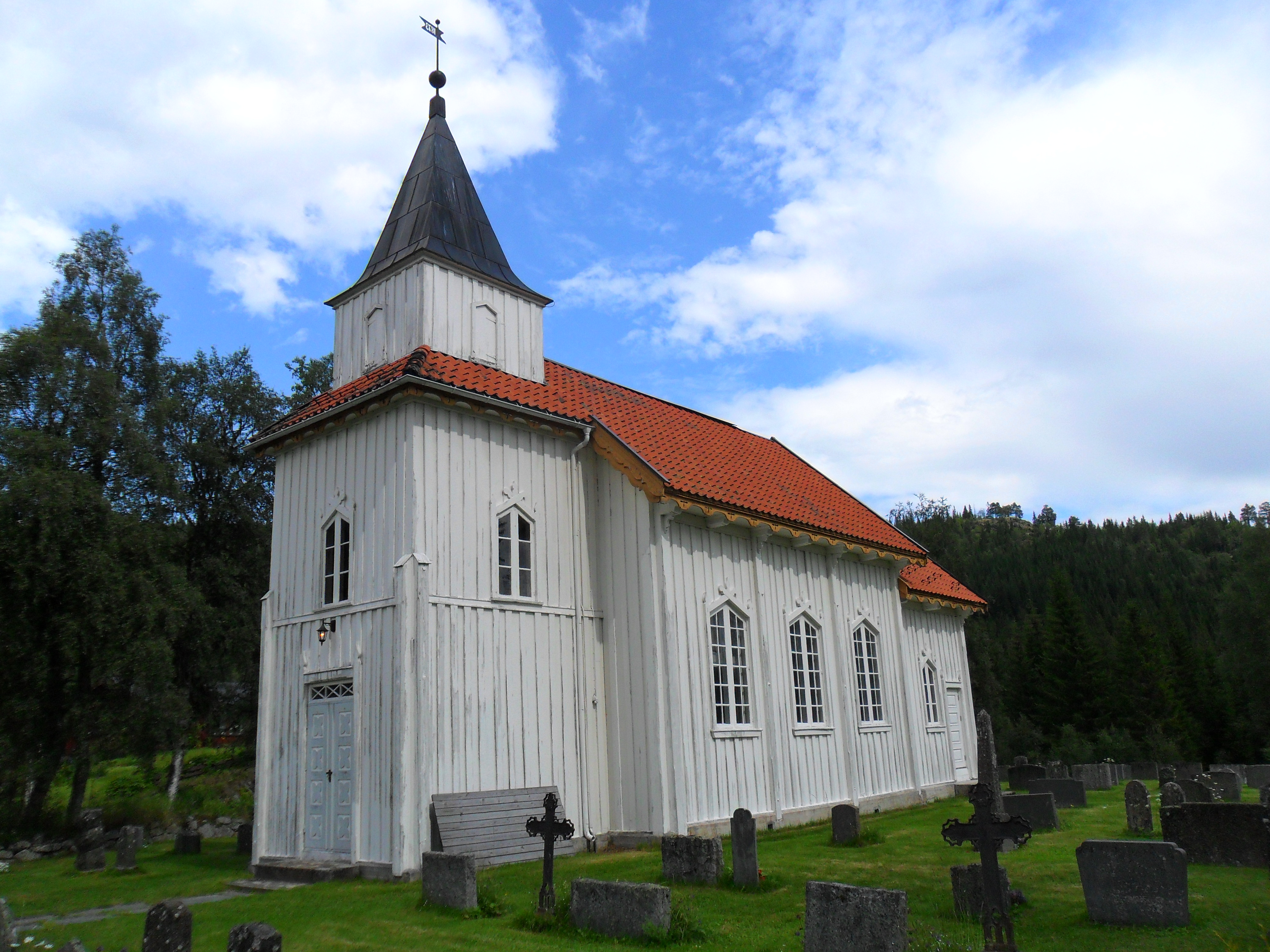
Kirche Høydalsmo

In Høydalsmo befindet sich eine aus Holz gebaute Langkirche mit 85 Sitzplätzen aus dem Jahre 1747. Eine seit etwa 1200 zudem existierende Stabkirche wurde 1785 abgerissen.

## Bildung
In Høydalsmo befindet sich eine kombinierte Grund- und Hauptschule, an der 85 Schüler unterrichtet werden. Daran angrenzend findet sich das Gemeindezentrum sowie der Fußballplatz. Bekanntestes Unternehmen ist das Straßencafé an der Haukelivegen (E 134). Da es genau an der Verbindungsstraße zwischen Oslo und Haugesund liegt, gilt es als Zentraler Stopp für Reisende. Am Café befindet sich seit 2007 eine eigene Bibliothek für LKW-Fahrer und Pendler.

## Sport
Høydalsmo ist bekannt für seine guten Skibedingungen. In Quellen finden sich Hinweise darauf, dass der weltweit erste organisierte Skisprung-Wettbewerb im Ort stattfand. Darauf deutet auch ein Denkmal vor Ort. Bereits 1866 gründete sich mit Høydalsmo IL der erste Skisportverein im Ort. Seit den 2000er Jahren werden in Høydalsmo regelmäßig Wettbewerbe der Norwegischen Meisterschaften ausgetragen. 2005 und 2007 war Høydalsmo Austragungsort von Wettbewerben im Continentalcup der Nordischen Kombination. Auch danach fanden auf der im Ort befindlichen 1993 gebauten Normalschanze, der Huka Hoppanlegg, Springen der Nordischen Kombinierer für den Continentalcup der Nordischen Kombination statt. Seit der Saison 2017/18 werden die norwegischen Continental-Cup-Wettbewerbe der Nordischen Kombination statt in Høydalsmo auf der Großschanze (HS 111) der Schanzenanlage Renabakkene in Rena ausgetragen.

## Persönlichkeiten

### Söhne und Töchter der Stadt
- Magnus Krog (* 1987), Nordischer Kombinierer

### Persönlichkeiten, die vor Ort gewirkt haben
- Sanna Grønlid (* 1959), Biathletin, startete für Høydalsmo IL